# Gustavo Martin Caamaño
Gustavo Martín Caamaño (Trelew, Chubut, Argentina, 23 de julio de 1979) es un futbolista argentino que surgió de las divisiones inferiores del Club Atlético Germinal de la ciudad de Rawson. Juega de marcador central y actualmente jugará la temporada 2011-2012 en Guillermo Brown de Puerto Madryn, en la Primera "B" Nacional de Argentina.

## Características
- Defensor - Volante defensivo Diestro.

- Ocupa posiciones defensivas tanto por derecha, centro o volante defensivo.

- Se destaca en el juego aéreo por su altura y decisión a la hora de disputar el balón.

- Muy buen golpeo en potencia y precisión con su pierna derecha, resolviendo efectivamente con su pierna izquierda.

- Excelente dominio del balón en la recuperación, armado de juego y asistencias en salida.

- Personalidad: Solo fue expulsado una sola vez en 270 partidos. (Doble Amonestación.)

## Trayectoria Deportiva
| Club                                        | País      |
| ------------------------------------------- | --------- |
| Club Atlético Germinal                      | Argentina |
| Comisión de Actividades Infantiles          | Argentina |
| Club Atlético Huracán de Comodoro Rivadavia | Argentina |
| Club Atlético Aldosivi                      | Argentina |
| Club Deportivo Oriente Petrolero            | Bolivia   |
| Club Social y Atlético Guillermo Brown      | Argentina |
| Racing Club de Trelew                       | Argentina |

## Cronología Deportiva
2013: Racing Club de Trelew
2011: Club Guillermo Brown de Puerto Madryn
2010: Club Deportivo Oriente Petrolero. (Bolivia)
2010: Torneo de Primera División de Bolivia.
2010: Club Atlético Aldosivi de Mar del Plata.
2010: 1 Temporada en el Torneo Nacional “B”.
2009: Club Atlético Huracán de Comodoro Rivadavia.
2009: 1 Temporada Torneo Argentino “B”.
2009: El Jugador posee el pase en su poder.
1999 – 2009: Comisión de Actividades Infantiles (C.A.I.)
2002 – 2009: 7 Temporadas en el Torneo Nacional “B”
2002: Campeón y ascenso al Nacional “B”
1999 – 2002: 3 Temporadas Torneo  Argentino  “A”
1996 – 1999: Torneo Argentino “B”